# Campionats del món de ciclisme de muntanya i trial de 2010
Els Campionats del món de ciclisme de muntanya i trial de 2010 van ser la 21a edició dels Campionats del món de ciclisme de muntanya organitzats per la Unió Ciclista Internacional. Les proves tingueren lloc del 31 d'agost al 5 de setembre de 2010 a Mont-Sainte-Anne (Quebec) al Canadà.

## Resultats

### Camp a través
| Proves         | Or                                                                    | Plata                                                                     | Bronze                                                                    |
| Masculí        | José Antonio Hermida (ESP)                                            | Jaroslav Kulhavý (CZE)                                                    | Burry Stander (RSA)                                                       |
| Femení         | Maja Włoszczowska (POL)                                               | Irina Kalentieva (RUS)                                                    | Willow Koerber (USA)                                                      |
| Masculí sub-23 | Mathias Flückiger (SUI)                                               | Thomas Litscher (SUI)                                                     | Patrik Gallati (SUI)                                                      |
| Femení sub-23  | Alexandra Engen (SWE)                                                 | Annie Last (GBR)                                                          | Paula Gorycka (POL)                                                       |
| Masculí júnior | Michiel van der Heijden (NED)                                         | Julien Trarieux (FRA)                                                     | Julian Schelb (GER)                                                       |
| Femení júnior  | Pauline Ferrand-Prévot (FRA)                                          | Yana Belomoyna (UKR)                                                      | Helen Grobert (GER)                                                       |
| Relleus Mixt   | Suïssa · Thomas Litscher · Roger Walder · Katrin Leumann · Ralph Naef | Alemanya · Manuel Fumic · Julian Schelb · Sabine Spitz · Marcel Fleschhut | Txèquia · Jaroslav Kulhavy · Ondrej Cink · Katerina Nash · Tomas Paprstka |

### Descens
| Proves         | Or                  | Plata                 | Bronze               |
| Masculí        | Sam Hill (AUS)      | Steve Smith (CAN)     | Greg Minnaar (RSA)   |
| Femení         | Tracy Moseley (GBR) | Sabrina Jonnier (FRA) | Emmeline Ragot (FRA) |
| Masculí júnior | Troy Brosnan (AUS)  | Neko Mulally (USA)    | Lewis Buchanan (GBR) |
| Femení júnior  | Lauren Rosser (CAN) | Fanny Lombard (FRA)   | Julie Berteaux (FRA) |

### Four Cross
| Proves  | Or                      | Plata               | Bronze                  |
| Masculí | Tomas Slavik (CZE)      | Jared Graves (AUS)  | Michal Prokop (CZE)     |
| Femení  | Caroline Buchanan (AUS) | Jana Horakova (CZE) | Romana Labounkova (CZE) |

### Trial
| Proves                       | Or                                                                               | Plata                                                                          | Bronze                                                                               |
| Masculí - 20 polzades        | Benito Ros (ESP)                                                                 | Abel Mustieles (ESP)                                                           | Rick Koekoek (NED)                                                                   |
| Masculí - 26 polzades        | Kenny Belaey (BEL)                                                               | Benito Ros (ESP)                                                               | Marc Caisso (FRA)                                                                    |
| Femení                       | Gemma Abant (ESP)                                                                | Karin Moor (SUI)                                                               | Tatiana Janicková (SVK)                                                              |
| Masculí júnior - 20 polzades | Ion Areitio (ESP)                                                                | Raphael Pils (GER)                                                             | Marius Merger (FRA)                                                                  |
| Masculí júnior - 26 polzades | Ion Areitio (ESP)                                                                | David Bonzon (SUI)                                                             | Maxime Tolu (FRA)                                                                    |
| Equips                       | Espanya · Ion Areitio · Benito Ros · Gemma Abant · Rafael Tibau · Abel Mustieles | França · Marius Merger · Aurélien Fontenoy · Morgan Vassor · Gilles Coustelier | Alemanya · Raphael Pils · Matthias Mrohs · Andrea Wesp · Robin Fix · Hannes Herrmann |

## Medaller
| Pos.  | País          | Or | Plata | Bronze | Total |
| 1     | Espanya       | 6  | 2     | 0      | 8     |
| 2     | Austràlia     | 3  | 1     | 0      | 4     |
| 3     | Suïssa        | 2  | 3     | 1      | 6     |
| 4     | França        | 1  | 4     | 5      | 10    |
| 5     | Txèquia       | 1  | 2     | 3      | 6     |
| 6     | Canadà        | 1  | 1     | 1      | 3     |
| 6     | Regne Unit    | 1  | 1     | 1      | 3     |
| 8     | Països Baixos | 1  | 0     | 1      | 2     |
| 8     | Polònia       | 1  | 0     | 1      | 2     |
| 10    | Bèlgica       | 1  | 0     | 0      | 1     |
| 10    | Suècia        | 1  | 0     | 0      | 1     |
| 12    | Alemanya      | 0  | 2     | 3      | 5     |
| 13    | Estats Units  | 0  | 1     | 1      | 2     |
| 14    | Rússia        | 0  | 1     | 0      | 1     |
| 14    | Ucraïna       | 0  | 1     | 0      | 1     |
| 16    | Sud-àfrica    | 0  | 0     | 2      | 2     |
| 17    | Eslovàquia    | 0  | 0     | 1      | 1     |
| Total | Total         | 19 | 19    | 19     | 57    |